# Bombardements de Novi Sad par l'OTAN
 (août 2025).
Si vous disposez d'ouvrages ou d'articles de référence ou si vous connaissez des sites web de qualité traitant du thème abordé ici, merci de compléter l'article en donnant les références utiles à sa vérifiabilité et en les liant à la section « Notes et références ».

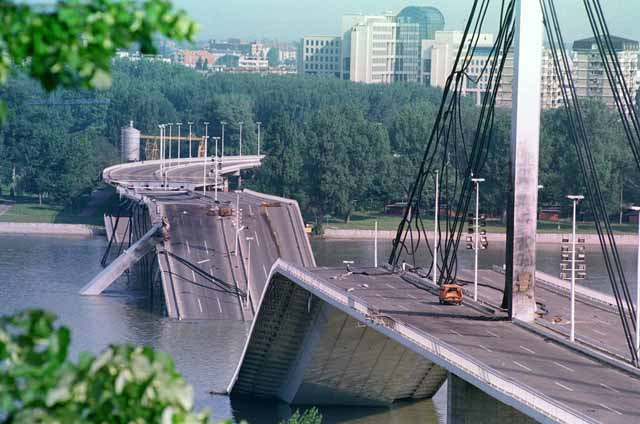
le Pont de la liberté détruit

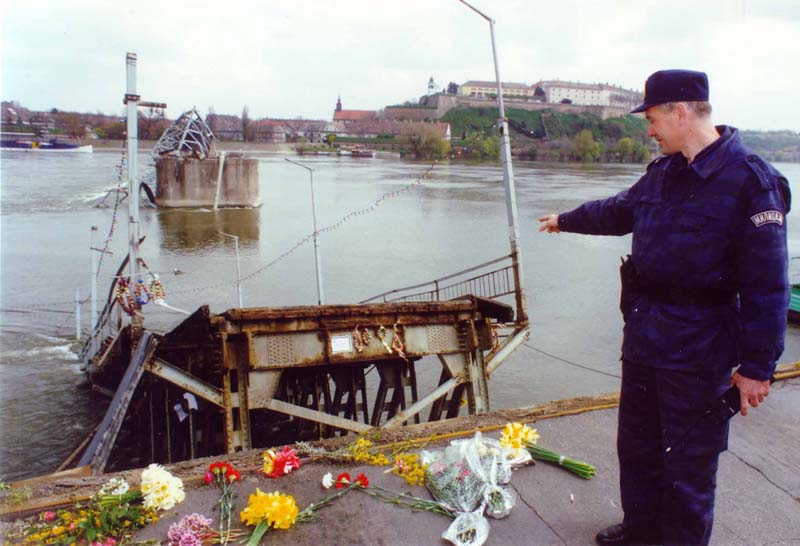
le Pont Varadinski détruit.

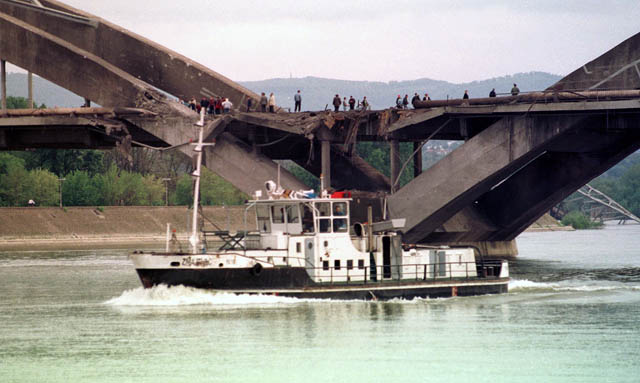
Le pont Žeželj endommagé.

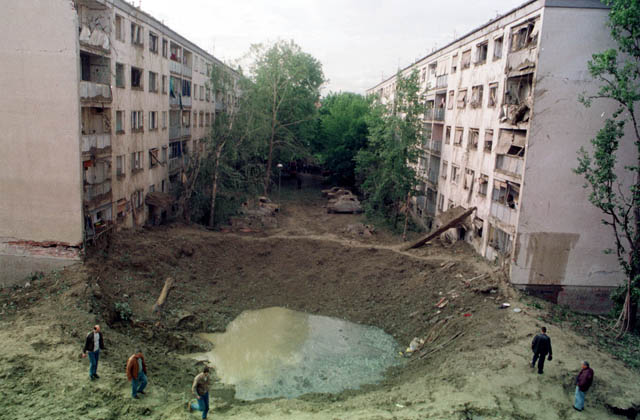
Cratère de missile de l'OTAN dans la zone située entre deux immeubles d'habitation et l'école primaire "Svetozar Marković Toza".

Les bombardements de Novi Sad par l'OTAN font partie de l'opération Force alliée sur la Yougoslavie en 1999, des bombardements aériens ont été menés contre Novi Sad, la deuxième plus grande ville du pays. Selon les communiqués de presse de l’OTAN, les bombardements visaient des raffineries de pétrole, des routes, des ponts et des stations relais de télécommunications, installations à usage militaire. Le bombardement de la ville a causé de graves dommages aux civils locaux, notamment une pollution grave et des dégâts écologiques considérables, ainsi que des conséquences durables sur le bien-être de la population.

## Chronologie
Les bombardements commencent le 24 mars, au rythme de trois par jour en moyenne selon le maire Stevan Vrbaski.
- 24 mars : L'OTAN bombarde un entrepôt du centre de police dans la zone industrielle, ainsi que l'usine "Motins".
- 1er avril : le Pont Varadinski sur le Danube est détruit par les bombes de l'OTAN.
- 3 avril : le pont de la Liberté sur le Danube est détruit par les bombes de l'OTAN. Sept civils ont été blessés. Après la destruction du pont, l'institut des maladies cardio-vasculaires de Sremska Kamenica a perdu son approvisionnement en eau.
- 5 avril : l'OTAN bombarde la raffinerie de pétrole de la zone industrielle ainsi que le pont Žeželj sur le Danube, qui est endommagé.
- 7 avril : L'OTAN a bombardé la raffinerie de pétrole ainsi que le quartier résidentiel civil Vidovdansko Naselje où quatre civils ont été blessés et plusieurs maisons endommagées.
- 11 avril : L'OTAN a bombardé l'installation militaire "Majevica" à Jugovićevo.
- 13 avril : L'OTAN bombarde la raffinerie de pétrole.
- 15 avril : L'OTAN bombarde la raffinerie de pétrole et l'installation militaire "Majevica" à Jugovićevo.
- 18 avril : L'OTAN bombarde la raffinerie de pétrole, ce qui déclenche un vaste incendie et beaucoup de fumée, causant de graves dommages écologiques. Le bâtiment du gouvernement de la province autonome de Voïvodine, dans le centre-ville, a également été touché par les bombes de l'OTAN.
- 21 avril : l'OTAN bombarde la raffinerie de pétrole et le pont de Žeželj, ainsi que le pont de Beška sur le Danube.
- 22 avril : l'OTAN bombarde le Pont Žeželj sur le Danube.
- 23 avril : L'OTAN bombarde un émetteur de télévision dans la zone plus large de Novi Sad.
- 24 avril : L'OTAN bombarde la raffinerie de pétrole, provoquant incendie et fumée. Fruška Gora a également été bombardée.
- 26 avril : L'OTAN parvient finalement à détruire le pont de Žeželj, le dernier pont sur le Danube que possédait la ville.
- 27 avril : l'OTAN bombarde la raffinerie de pétrole et Fruška gora.
- 29 avril : l'OTAN bombarde la raffinerie de pétrole et Fruška Gora.
- 1er mai : l'OTAN bombarde la raffinerie de pétrole, provoquant d'importantes quantités de fumée qui recouvrent la ville pendant plusieurs jours. Fruška Gora a également été bombardé.
- 2 mai : l'OTAN bombarde la banlieue nord de Novi Sad, privant la ville de son approvisionnement en eau et en électricité.
- 3 mai : l'OTAN bombarde les bâtiments de la télévision Novi Sad à Mišeluk ainsi que la banlieue nord de la ville.
- 6 mai : L'OTAN a bombardé la base militaire "Majevica" à Jugovićevo ainsi que le quartier résidentiel civil Detelinara, endommageant des bâtiments résidentiels.
- 7 mai : l'OTAN bombarde Iriški Venac et Brankovac sur Fruška Gora.
- 8 mai : L'OTAN a bombardé la base militaire "Majevica" à Jugovićevo et Fruška Gora.
- 13 mai : l'OTAN bombarde les bâtiments de la télévision Novi Sad à Mišeluk. Ses bâtiments ont été lourdement endommagés ainsi que les maisons d'habitation civiles voisines. Fruška Gora a également été bombardé, ainsi que les installations électriques de Rimski Šančevi, provoquant à nouveau une perte d'électricité dans la ville.
- 15 mai : l'OTAN bombarde Brankovac sur Fruška Gora.
- 18 mai : l'OTAN bombarde Fruška Gora.
- 20 mai : l'OTAN bombarde Fruška Gora.
- 22 mai : l'OTAN bombarde Fruška Gora, y compris une tour de télévision à Iriški Venac.
- 23 mai : l'OTAN bombarde Fruška Gora et les installations électriques de Rimski Šančevi.
- 24 mai : l'OTAN bombarde la raffinerie de pétrole, provoquant de la fumée qui recouvre à nouveau une partie de la ville. Fruška Gora a également été bombardée.
- 26 mai : L'OTAN bombarde les bâtiments de la télévision Novi Sad à Mišeluk, ainsi que Dunavski Kej (quai du Danube) près du centre-ville. Paragovo, Iriški Venac à Fruška Gora et une petite caserne à Bukovac ont également été bombardés.
- 29 mai : L'OTAN bombarde les bâtiments de la télévision de Novi Sad ainsi que le quartier résidentiel civil de Ribnjak où deux civils sont grièvement blessés.
- 30 mai : L'OTAN a bombardé la zone résidentielle civile de Sremska Kamenica où un enfant a été grièvement blessé et deux maisons civiles ont été détruites. La zone résidentielle civile de Ribnjak a également été bombardée, ainsi que les bâtiments de la télévision de Novi Sad, un tunnel près du pont de la Liberté précédemment détruit, une route près de l'entrée de Sremska Kamenica, une partie de Fruška Gora entre Paragovo et Krušedol et les environs nord de Novi Sad.
- 31 mai : l'OTAN bombarde les installations électriques de Rimski Šančevi, provoquant la perte de l'approvisionnement en eau et en électricité de la ville. Fruška Gora a également été bombardé.
- 1er juin : l'OTAN bombarde les banlieues de Čenej et Pejićevi Salaši, ainsi que Fruška Gora.
- 2 juin : l'OTAN bombarde Fruška Gora.
- 4 juin : l'OTAN bombarde Brankovac et Čot sur Fruška Gora.
- 8 et 9 juin : l'OTAN bombarde la raffinerie de pétrole. Un civil a été tué, tandis deux autres et un enfant ont été grièvement blessés. Le quartier résidentiel civil de Šangaj a également été bombardé, un civil a été tué et plusieurs autres ont été blessés, plusieurs maisons civiles ont été détruites. Même si ce furent les jours les plus sanglants des bombardements, ce furent aussi les derniers.

### Impact sur les infrastructures

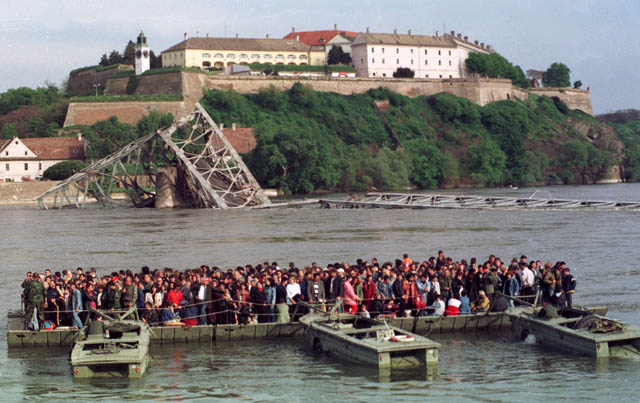
Tous les ponts étant détruits, les habitants de Novi Sad ont été contraints de traverser le Danube via un ferry ponton militaire.